# پرندگان آمریکا

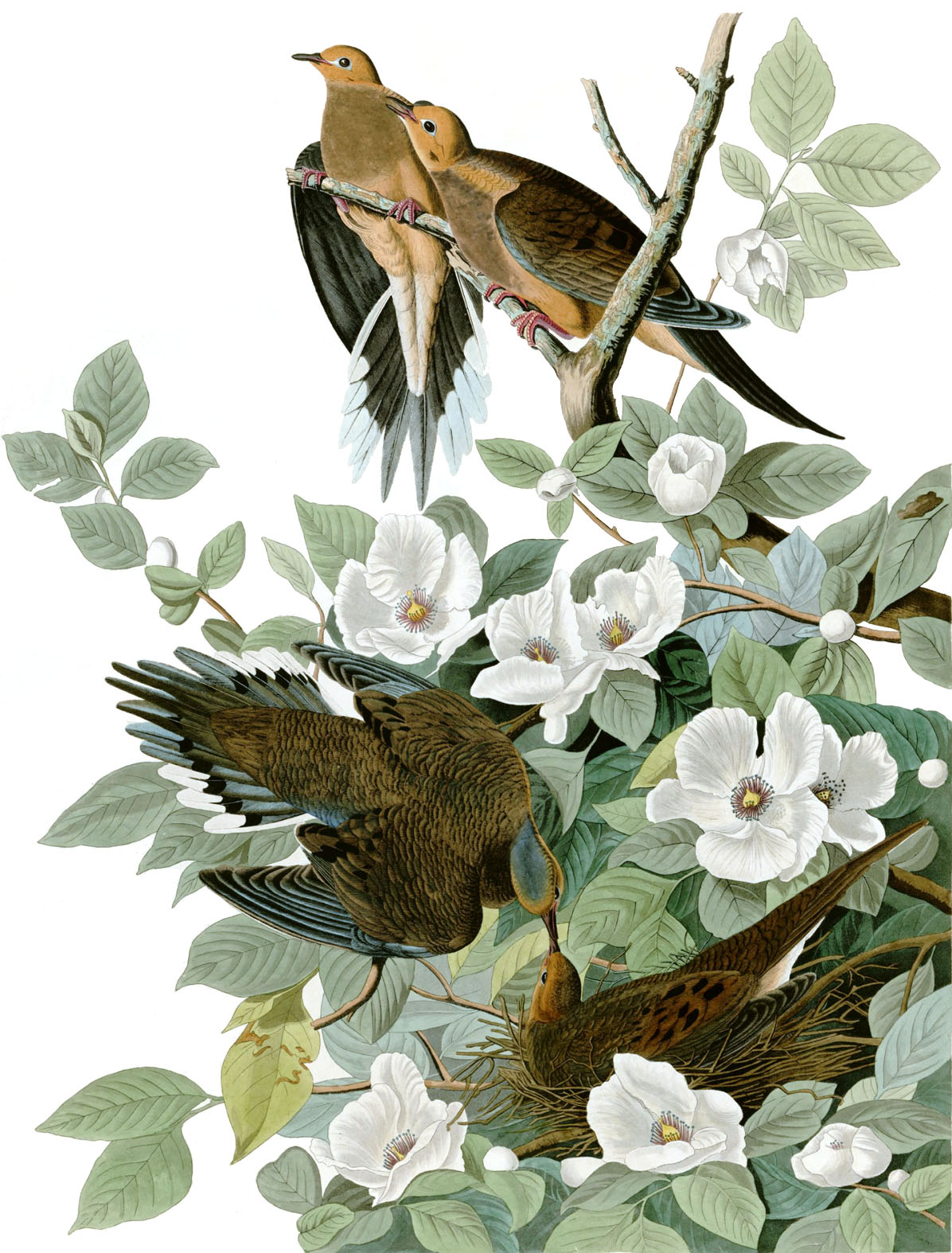
کفترهای کارولینا، از کتاب پرندگان آمریکا.

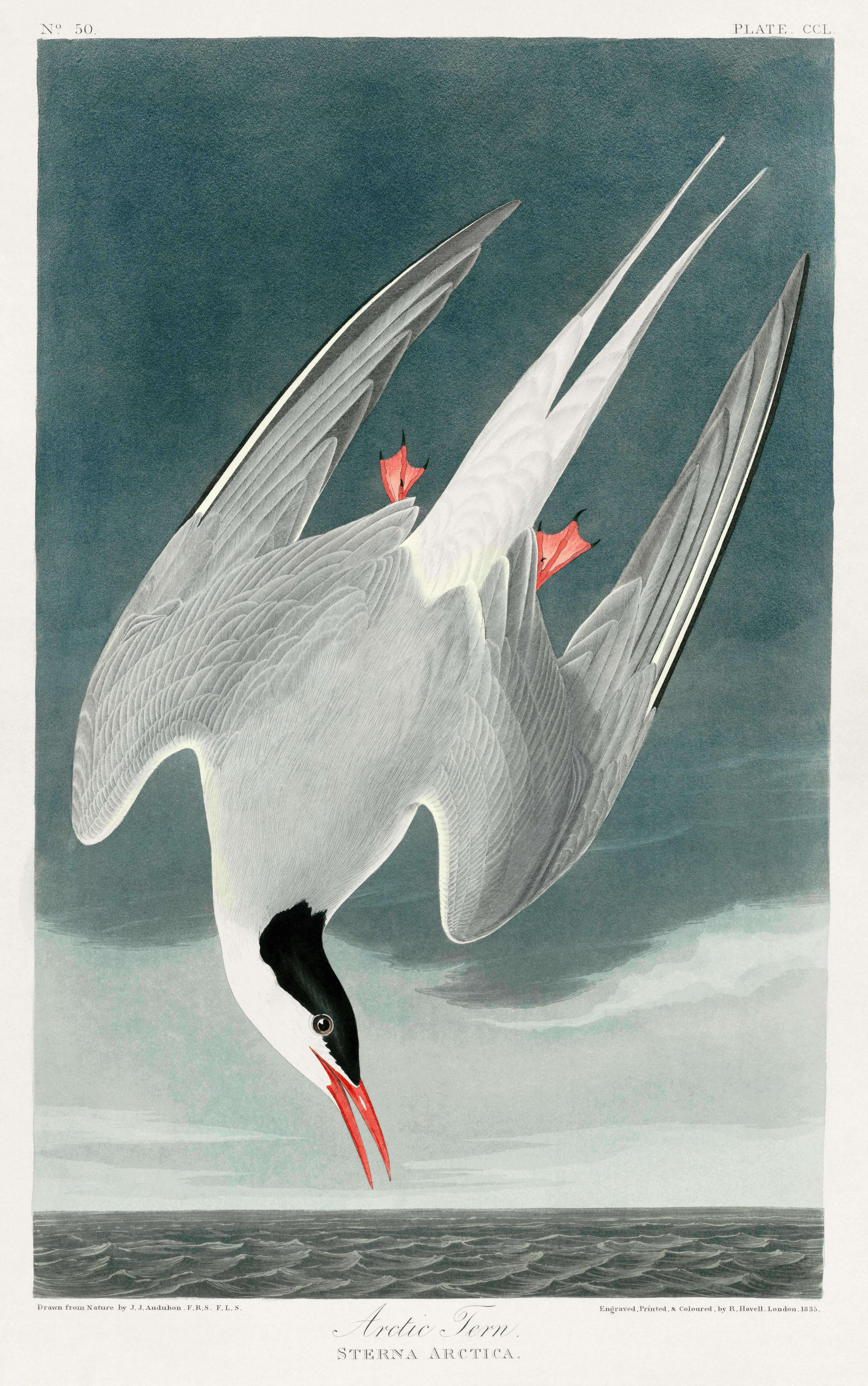
نگاره‌ای از پرستوی دریایی شمالگان در برگ ۲۵۰ کتاب. هم‌اکنون تنها ۱۱۹ نسخه شناخته‌شده از این کتاب در جهان موجود است.

پرندگان آمریکا (به انگلیسی: Birds of America) کتابی است از نقاش طبیعت‌گرا جان جیمز اودوبان که در سال ۱۸۲۷ میلادی برای اولین بار در بریتانیا چاپ شد. جان جیمز اودوبان دوازده سال از زندگی‌اش را برای تکمیل کتاب پرندگان آمریکا صرف کرد.
مدل‌های نقاشی‌ها، پرندگانی بودند که جان جیمز اودوبان در سراسر قاره آمریکا، شکار و سپس با سیم آن‌ها را از سقف آویزان و نقاشی‌شان کرده بود. این کتاب در قطع ۹۰×۶۰ سانتی‌متر چاپ شده و دارای ۴۳۵ تصویر از پرندگان در اندازه واقعی است.
هم‌اکنون تنها ۱۱۹ نسخه شناخته‌شده از این کتاب پرنده‌شناسی در جهان موجود است که ۱۰۸ نسخه از آن‌ها در مالکیت موزه‌ها و کتاب‌خانه‌ها قرار دارد.

## رکورد «گران‌ترین کتاب چاپی جهان»
در تاریخ ۷ دسامبر ۲۰۱۰ میلادی، یک نسخه از کتاب پرندگان آمریکا در حراجی سادبیز به قیمت ۷٫۳ میلیون پوند استرلینگ فروخته شد. این رقم باعث شد تا کتاب پرندگان آمریکا، عنوان گران‌ترین کتاب جهان را به دست آورد.
در سال ۲۰۱۳ میلادی، کتاب بِی صَحم (Bay Psalm) که نخستین کتاب چاپ‌شده در ایالات متحده آمریکا است، به قیمت ۱۴ میلیون دلار به فروش رفت و رکورد «گران‌ترین کتاب چاپی جهان» را از کتاب پرندگان آمریکا ربود.